# Dlhé Stráže
Dlhé Stráže (maď. Lengvárty a Lengvárt, něm. Litzier) jsou obec na východním Slovensku, v Prešovském kraji, v okrese Levoča.

## Historie obce
Dlhé Stráže patří k historickým spišským obcím. Pod názvem Bicere jsou zmiňované už od roku 1278. Když v roce 1317 král Karel Robert potvrdil a obnovil práva spišských Němců, uvádí obec jako „Curia Landvardi“, tj. Landvardův dvůr, kterž patřil městu Levoča. V první polovině 14. století se Dlhé Stráže dostaly do majetku rodiny pánů z Vlkové.
V roce 1772 žilo v obci 16 poddaných - sedláci a jeden kovář. Obce se nijak nedotkly vlny vystěhovalectví v 19. a 20. století a následkem toho počet obyvatel trvale rostl. V roce 1921 bychom zde našli 231 stálých obyvatel, roku 1948 už 315 a v 60. letech 20. století počet osob s trvalým pobytem přesáhl počet 400. V dalších letech se rozrůstala jak sama obec, tak romská osada ležící nad ní.
Jednotné rolnické družstvo zde bylo založené v roce 1959. Kostel bylo opraven v roce 1989.